# Herbert Vaughan
Herbert Alfred Henry Vaughan, född den 15 april 1832 i Gloucester, död den 19 juni 1903 i London, var en engelsk kardinal. Han var bror till Roger Vaughan.
Vaughan tillhörde en gammal romersk-katolsk familj i England; alla hans fem systrar inträdde i kloster, sex av de åtta bröderna blev präster, tre av dem biskopar och två ärkebiskopar. Han gick igenom en jesuitskola i Belgien och Collegium Romanum i Rom, där han blev Mannings lärjunge, och prästvigdes 1854. Hans rykte som predikant blev betydande. En tid var han efter hemkomsten lärare vid Saint Edmund's College i Ware, huvudseminariet för prästkandidater i södra England. Särskilt ivrade han för hednamissionen, gjorde en stor insamlingsresa i Amerika och öppnade 1869 Saint Joseph's Foreign Missionary College i London, 1872 blev han biskop av Salford och 1892 ärkebiskop av Westminster efter Manning. År 1893 fick han kardinalshatten. Hans största iver blev nu att få till stånd en värdig romersk-katolsk centralkyrka i England, och Westminsterkatedralen i London är väsentligen hans verk; 1895 lades dess grundsten. I teologiskt och kyrkopolitiskt avseende var Vaughan ultramontan, till sin personlighet aristokratisk, men vinnande. Det lyckades honom att åstadkomma en modus vivendi mellan den katolska och den anglikanska kyrkan. Vid drottning Viktorias bisättning var han på påvens uppdrag närvarande, den förste romerske kardinal sedan reformationen vid en sådan ceremoni. Han utgav arbeten om bland andra Tomas från Aquino och Pius IX och ägde två tidningar.